# Terencij
Terencij (latinsko Publius Terentius Afer), rimski komediograf, * okoli 195 pr. n. št., † 159 pr. n. št.
Rojen v Kartagini. V Rim je prišel kot mlad suženj, kjer mu je njegov gospodar, senator Terencij Lukan, daroval svobodo in ga izobrazil. Družil se je z ljubitelji literature, ki so se zbrali okrog Scipiona mlajšega (Scipionov krog). Ohranilo se je šest njegovih komedij, ki jih je napisal pod vplivom atiške komedije, zlasti Menandrovih del. Namesto grškega prologa, ki je bil takrat priljubljen, je uvedel svoj uvod, v katerem se je pojasnil umetnosten motiv in obračunaval z literarnimi nasprotniki. Uporabljal je bolj zapletene šale od Plavta in od njega je bil močnejši v karakterizaciji oseb in zaradi drame. Največkrat je živahno opisal ljubezenske zaplete, katerih konec je bila poroka. V rimski literaturi je utiral pot helenizmu.
Njegova glavna dela so: Andria  (Dekle iz Androsa. 165 pr. n. št.), Heautontimorumenos (Kaznovalec samega sebe 163 pr. n. št.), Eunuchus (Skopljenec 161 pr. n. št.), Adelphoe (Brata 160 pr. n. št.), ... Vplival je na mnoge kasnejše avtorje, med drugim na Molièra, Holberga in Lessinga.